# Kirkop United Football Club
El Kirkop United Football Club es un equipo de fútbol profesional maltés que actualmente juega en la Tercera División de Malta  y que fue fundado en 1956. Está establecido en la ciudad de Kirkop y juega sus partidos de casa en el Estadio Nacional Ta' Qali.

## Entrenadores
- Louis Facciol (2005-2006)
- Leonard Farrugia (2006-2007)
- Rokku Farrugia (2007-2008)
- Albert Busuttil (2008-2012)
- Jason Bartolo (2012-2013)
- Albert Busuttil (2013-)

## Palmarés
- Tercera División de Malta (3): 1984, 1990, 2015